# Rob Porter
Robert Roger Porter (Boston, Massachusetts; 25 de octubre de 1977) es un abogado y exasesor político estadounidense que sirvió como secretario de personal de la Casa Blanca para el presidente Donald Trump desde el 20 de enero de 2017 hasta el 7 de febrero de 2018. Anteriormente fue jefe de gabinete para el senador estadounidense Orrin Hatch de Utah.
Porter renunció a su puesto como secretario de personal de la Casa Blanca después de que acusaciones de abuso doméstico de sus dos exesposas llegaron a la atención pública. Fue sucedido de manera interina por Derek Lyons.

## Primeros años
Porter creció en Belmont, Massachusetts, y Washington D. C. Es hijo de Roger B. Porter, un exayudante del presidente George H. W. Bush y actualmente profesor de Negocios y Gobierno de IBM en la Universidad de Harvard. La madre de Porter, Ann Porter, que murió en mayo de 2017, fue decana de la Facultad del dormitorio Dunster House de Harvard. Después de graduarse de la escuela secundaria, Porter realizó una pasantía en el Senado de los Estados Unidos. Asistió a la Universidad de Harvard, donde estudió gobierno y fue presidente del Harvard Republican Club. Después de su primer año en Harvard, comenzó un período de dos años como misionero mormón en Londres. Durante el verano de su tercer año, Porter realizó una pasantía en la Casa Blanca y trabajó para el Consejo de Política Interna. Se graduó en 2002. Porter era un becado Rhodes, estudiando filosofía política en la Universidad de Oxford, donde su investigación de tesis se centró en C. S. Lewis antes de la graduación en 2005. Porter luego asistió a la Escuela de Derecho Harvard, donde se graduó en 2008, con su Doctorado en Jurisprudencia. Antes de comenzar a trabajar en el gobierno federal, de acuerdo con su perfil de LinkedIn, Porter fue abogado asociado del bufete de abogados Sidley Austin de abril de 2010 a enero de 2011.

## Carrera política

### Miembro del personal del Senado
Porter trabajó para los senadores Rob Portman y Mike Lee.
En marzo de 2014, Porter comenzó a trabajar para el senador Orrin Hatch. Porter fue designado inicialmente subjefe de gabinete y fue ascendido a jefe de gabinete en junio de ese año. Porter dejó el puesto en enero de 2017, para convertirse en el secretario de personal de la Casa Blanca para el presidente Donald Trump.

### Secretario de personal de la Casa Blanca
Porter se convirtió en el secretario de personal de la Casa Blanca para el presidente Donald Trump el 20 de enero de 2017.
Porter renunció a su puesto el 7 de febrero de 2018, luego de acusaciones públicas de abuso conyugal por parte de sus dos exesposas, Colbie Holderness y Jennifer Willoughby. Las acusaciones fueron respaldadas por fotografías de un ojo morado y una orden de restricción. Porter ha dicho que las acusaciones son falsas y son parte de una «campaña de desprestigio coordinada». The Washington Post informó que el abogado de la Casa Blanca, Don McGahn, sabía desde enero de 2017 sobre las acusaciones que las exesposas de Porter le hicieron al FBI, y que el jefe de gabinete John Kelly sabía de las acusaciones desde octubre de 2017, y aun así promovió a Porter. El reportero del periódico Aaron Blake escribió que este hecho convirtió las acusaciones en un «escándalo en toda regla».
Preguntado por los periodistas dos días después de la renuncia de Porter, el presidente Donald Trump comentó: «Ayer dijo muy fuertemente que es inocente, así que tienes que hablar con él sobre eso, pero le deseamos lo mejor, hizo un muy buen trabajo cuando estaba en la Casa Blanca». A mediados de febrero de 2018, se informó que el senador Hatch había enviado cartas a las exesposas de Porter, disculpándose por defender inicialmente a Porter en respuesta a sus acusaciones contra él.
Kelly dijo a periodistas el 2 de marzo de 2018 que había pedido la renuncia de Porter inmediatamente después de enterarse de las acusaciones del 6 de febrero y lamentó haber manejado la salida de Porter; también dijo que, contrariamente a las declaraciones anteriores de la Casa Blanca, el FBI completó la verificación de antecedentes de Porter, como lo había discutido públicamente el director del buró, Christopher A. Wray.

## Vida personal
En 2003, Porter se casó con Colbie Holderness; se divorciaron en 2008. En 2009, se casó con Jennifer Willoughby y se divorciaron en 2013.
Porter ha estado saliendo con la Directora de Comunicaciones de la Casa Blanca, Hope Hicks.
Es miembro de La Iglesia de Jesucristo de los Santos de los Últimos Días (iglesia mormona). Fue criado como miembro de la iglesia y sirvió una misión de 24 meses a tiempo completo. Se volvió menos activo en el mormonismo en el momento de su segundo divorcio. Sus dos exesposas son mormonas, pero él ha comentado que si se casa por tercera vez, no se casará con otra mujer mormona.

## Alegaciones de abuso doméstico
Las dos exesposas de Porter lo acusaron de abuso físico y emocional en febrero de 2018 en entrevistas publicadas por Daily Mail. Las fotografías de Holderness con un ojo morado y sus relatos detallados del presunto abuso de Porter también se hicieron públicas. A fines de noviembre de 2017, una novia de Porter también alertó a su amigo, el abogado de la Casa Blanca Don McGahn, sobre los «problemas de ira» de Porter. La exesposa Willoughby había pedido y recibido una orden de protección de emergencia de tres días contra él en junio de 2010. A pesar de sus testimonios y pruebas presentadas, Porter negó las alegaciones de sus exesposas, pero renunció a su puesto de secretario de personal después de que se hicieran públicas. En febrero de 2018, Willoughby le dijo al Daily Mail que Porter fue verbalmente abusiva con ella y la sacó de la ducha en 2010. Ella dijo: «No quiero estar casada con él. No recomendaría a nadie que salga con él o casarse con él».